# Estación Justo Villegas
Justo Villegas es una estación ferroviaria ubicada en la localidad de Ciudad Evita, en La Matanza, provincia de Buenos Aires, Argentina.

## Ubicación
La estación se encuentra en inmediaciones de la avenida Crovara, en el límite de Ciudad Evita con la localidad de San Justo, y a metros del barrio Puerta de Hierro. En sus alrededores se puede hacer transbordo con seis líneas de colectivos: 126, 180, 205, 242, 624 y 630.

## Servicios
La estación opera dentro de la línea Belgrano Sur, en el ramal que conecta la estación Tapiales con Marinos del Crucero General Belgrano. La línea Belgrano Sur es una de las líneas suburbanas de Buenos Aires y forma parte a nivel nacional del Ferrocarril General Belgrano de la red ferroviaria argentina.
Desde 2018, la estación también fue parada del servicio que unía las estaciones Libertad y Kilómetro 12 (virtualmente suspendido a 2021).